# Muhamed Hevaji Uskjufi
Muhamed Hevaji Uskjufi, Muhamed Hevaji Uskufi, Muhamed Uskufi Hevaija, Hevaji Uskufi Bosnevi, Hevajija Uskufija, Hevāji Uskūfī, Hevayi, Hawā’i, Uskifi, Üsküfi Bosnevija, Üskūfī; Mahammad, Mehmed (Dobrnja kraj Donje Tuzle, 1601./1602. – ?, nakon 1651.), bošnjački pjesnik i leksikograf.

## Životopis
Malo se zna o njemu. Ime mu nije izvjesno, jer suglasnici njegova imena Mhmd nisu vokalizirani, pa mogu biti i Muhamed i Mehmed. Hevaji mu je pjesničko ime, a Uskufi nadimak. Potječe iz bosanske begovske obitelji iz okolice Tuzle u tadašnjem Zvorničkom sandžaku, koji naziva svojim zavičajem, a sebe Bošnjakom (Bosnevi).  Pretpostavlja se zbog stila pisanja da je bio vrlo učen. Po nadimku koje aludira na janjičarske časnike smatra se da je boravio u Carigradu, jer sultana Murata IV. naziva svojim velikim zaštitnikom i dobro je znao dvorske prilike. Alija Nametak smatra da je bio kadija u Zvorničkom sandžaku.
Tekstovi pisani su ikavicom, a jekavske ili ekavske riječi rijetke su i gotovo sigurno su posljedica rada prepisivača. I. Smailović smatra da je Hevaijina ikavica više zbog njegova obiteljskog ikavskog podrijetla, nego činjenice da se tada ikavicom govorilo u okolici Tuzle. U pjesmama gotovo nema turcizama. Jezik si naziva bosanskim (bosança), a sebe Bosancem ili Bošnjakom (Bosnevi).
Autor stihovana prvog tursko-bosanskog rječnika iz 1631. godine Potur Šahidije (Makbūl-i ‘Ārif) pisanog arabicom, pisanog bez pravopisnih uzusa. Uzor prema kojem je sastavio bio je perzijsko-turski rječnik Mevlevija Ibrahima Šahidija (1470. – 1550.). Osnova rječnika bio je govor seljaka njegova kraja potur. Hevaijin tursko-bosanski rječnik pronašao je i objavio njemački znanstvenik i diplomat Otto Blau. Alija Nametak ga je predstavio 1968. u Građi za povijest književnosti hrvatske 1968. godine.
Uz rječnik, Hevaija je napisao religijsko-etički spis Tabsirat al-ārifīn te pjesme ilahije i kaside. Ističu se Molimo se tebi Bože, Bože jedini, ti nas ne kinji, Višnjem Bogu koji sve sazda, Poziv na viru gdje sunarodnjake kršćane poziva na prelazak na islam i Savjet ženama. Opus pjesama je mali, ali jedan je od najvećih pjesnika adžamijske književnosti iz Bosne. Vlatko Pavletić uvrstio je Hevaijine Višnjemu Bogu sve koji sazda, Ja, kauri, vami velju (Poziv na viru) i A Boga vam sve žene (Savjet ženama) u antološku Zlatnu knjigu hrvatskog pjesništva od početaka do danas.
Prema Dervišu Korkutu Hevaji je umirovio se i živio u Zvorničkom sandžaku, vjerojatno u nekom selu koje se zvalo Crkvina. Izvjesno da je bio živ još 1651. godine.

## Izabrana literatura
- I. A. Kaznačić: Bosnia, Hercegovina e Croazia-turca. Zara 1862, 32–33
- (Tristagodišnjica prvog tursko-hrvatskog rječnika (1631–1831): A. Nametak, Napredak, 6(1931) 9/10, str. 133–135.
- M. Hadžijahić: Hrvatska muslimanska književnost prije 1878. godine. Sarajevo 1938., 4.
- D. M. Korkut: Makbûl-i ‘âryf (Potur-Šahidija) Üsküff Bosnevije. Glasnik Hrvatskih zemaljskih muzeja u Sarajevu, 54(1942) str. 371–408.
- M. Hadžijahić: Islamiziranje seljačtva Bosne. Spremnost, 3(1944.) 111/112, str. 9.
- S. Ježić: Hrvatska književnost od početaka do danas. Zagreb 1944., 123.
- A. Nametak: Rukopisni tursko-hrvatskosrpski rječnici. Građa za povijest književnosti hrvatske, 1968, 29, str. 231–380.
- K. Georgijević: Hrvatska književnost od XVI do XVIII stoljeća u sjevernoj Hrvatskoj i Bosni. Zagreb 1969.
- V. Pavletić: Zlatna knjiga hrvatskog pjesništva od početaka do danas. Nakladni zavod Matice hrvatske, Zagreb 1970, 150–155.